# Catabena terens
Catabena terens är en fjärilsart som beskrevs av Walker 1857. Catabena terens ingår i släktet Catabena och familjen nattflyn. Inga underarter finns listade i Catalogue of Life.